# PNL (zespół muzyczny)
PNL (skrót od  Peace N’ Lovés) – francuski zespół tworzący muzykę należącą do gatunku alternatywnego rapu lub cloud rapu. Został założony w 2014 roku przez dwóch braci: Tarika (Ademo) oraz Nabila Andrieu (N.O.S). W 2015 zespół zadebiutował płytą Le Monde Chico. W następnych latach zostały wydane kolejne, zajmujące miejsca na szczytach francuskich rankingów muzycznych (SNEP) albumy: Dans la légende oraz Deux fréres. Do najpopularniejszych piosenek zespołu należą między innymi: "J'comprends pas", "Au DD" oraz "À l'ammoniaque". Zespół charakteryzuje się kompletnym brakiem udzielania wywiadów oraz kreatywnymi teledyskami nagrywanymi w różnych częściach świata.

## Biografia

### Wczesne lata
Bracia dorastali w dzielnicy Les Tarterêts, w mieście Corbeil-Essonnes. Tarik urodził się 26 grudnia 1986, a Nabil 25 kwietnia 1989. Ich nieobecna matka pochodziła z Algierii, a wychowujący ich ojciec z Korsyki. Ojciec został skazany na 8 lat  za udział w napadzie na bank, wyrok spędził w więzieniu Maison Cenrtrale de Poissy. W okresie młodości bracia przeprowadzili się z rodziną do Brive-la-Gaillarde. W okolice Paryża powrócili dopiero po ukończeniu szkoły, zamieszkali wtedy u babci w Ivry-sur-Seine.
Nabil uczęszczał do Lycée Danton w Brive-la-Gaillarde, gdzie ukończył kurs w dziale marketingu, biznesu oraz zarządzania. Następnie rozpoczął studia biznesowe na IUT w Ville d'Arvay (Université Paris Nanterre), które był jednak zmuszony przerwać ze względu na brak środków finansowych. Tarik uczył się elektrotechniki w Brive-la-Gaillarde, potem uczęszczał do szkoły imienia René-Cassin w Tulle.
Bracia byli zaangażowani w przemycanie narkotyków, z tego powodu Tarik został dwukrotnie zaaresztowany, pierwszy raz w 2010, a drugi w 2013.

## Kariera

### 2014–2018:Le Monde ChicoiDans la légende
Bracia swoją pierwszą wspólną piosenkę wydali w 2014 roku, po wyjściu Tarika z więzienia. 2 marca 2015 wypuścili mixtape Que la famille, a 30 października tego samego roku swój pierwszy album Le monde Chico, który dostał dwie platynowe płyty za sprzedaż ponad 200 000 egzemplarzy na terenie Francji.
Swój drugi album zespół wypuścił 16 września 2016 roku. Został zatytułowany Dans la légende i otrzymał diamentową płytę za sprzedaż 100 000 000 kopii w różnych europejskich krajach. W 2017, aby promować swój album bracia udali się na trasę koncertową po francuskich miastach. Na Netflixie w 2020 pojawił się film z tego wydarzenia.
W 2018 zostały wypuszczone single "91s" oraz "À l'ammoniaque", które osiągnęły pierwsze miejsce w rankingach słuchanych w tamtym czasie utworów.

### od 2019:Deux frères
5 kwietnia 2019 zespół wypuścił swój najpopularniejszy album, Deux fréres, który w tydzień po wydaniu osiągnął 100 000 sprzedanych kopii, tym samym ustanawiając nowy rekord sprzedaży dla francuskiego rapu. W 2020 roku Singiel "Au DD" wygrał nagrodę w konkursie Victoires de la Musique w kategorii najlepszego teledysku, a sam album został nominowany w konkursie IMPALA European Awards jako najlepszy album roku.

## Dyskografia

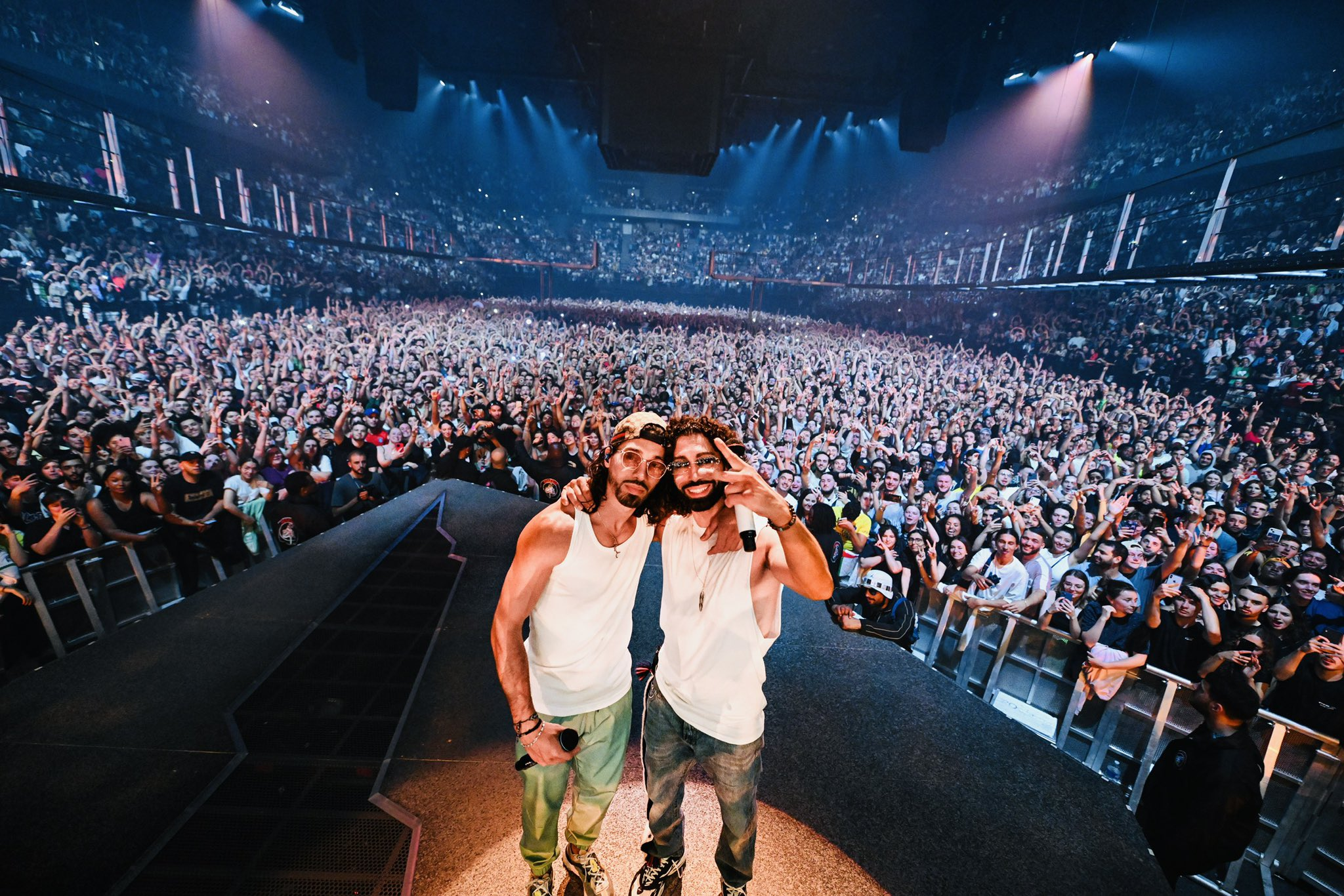
Zespół podczas koncertu

### Albumy
- Le monde Chico (2015)
- Dans la légende (2016)
- Deux frères (2019)

### Mixtape’y
- Que la famille (2015)